# مسجد هونتو سلطان اماي
مسجد هونتو سلطان اماي (بالانونيسية: Masjid Hunto Sultan Amai) هو أقدم مسجد في مقاطعة غورونتالو، تم بناء المسجد عام 1495 من قبل السلطان اماى زعيم مملكة غورونتالو.

## التاريخ
يعد مسجد هونتو سلطان اماي أساس تطور الإسلام في غورونتالو، حتى أن السلطان اماى دعوى أحد كبار العلماء من الجزيرة العربية اسمه الشيخ شريف عبد العزيز لتطوير انتشار الإسلام في غورونتالو، المسجد الذي دخل حيز كائن التراث الثقافي شهد العديد من التغييرات والتجديدات، ومع ذلك مازال يحتفظ ببعض أشكال أصالته، المبنى الرئيسي للمسجد قياسه 12 متر في 12 متر، في مقدمة المسجد هناك غرفة إضافية بقياس 60 متر مربع، بينما في الشمال بنيت القاعة الرئيسية للصلاة وهي غرفة إضافية بحجم 8 متر في 12 متر، القاعة الرئيسية للمسجد مبني من الخشب وفيه طبل الكابوك مكتوب فيه بخط اليد ايات من القرآن الكريم فضلا عن مجموعة متنوعة من الزخرفة وكتابة الخط العربي باللغة العربية، في المسجد يوجد بئر قديم يقع على الجهة اليسرى من المسجد، وتم بناء البئر باستخدام الحجر الجيري ويبلغ قطره حوالي متر واحد إلى عمق حوالي سبعة أمتار، أما السلطان اماي الذي بنى المسجد فبعد وفاته ودفن في المسجد .